# Jan Růžička (lední hokejista)
Jan Růžička (* 23. února 1997 Mladá Boleslav) je český lední hokejista hrající na postu brankáře.

## Život
Mládežnická léta a dospívání sportovně strávil v bruslařském klubu ve svém rodném městě. Pravidelně patřil do reprezentačních výběrů České republiky svých věkových kategorií. Mez mladoboleslavskými muži prvně nastoupil v sezóně 2013/2014, kdy klub hrál první českou ligu. Chtěl však nastupovat v zápasech NHL, a proto během ročníků 2015/2016 a 2016/2017 působil na severoamerickém kontinentu, kde hrál za americký klub Des Moines Buccaneers v United States Hockey League (USHL). Po návratu byl v sezóně 2017/2018 kmenovým hráčem Mladé Boleslavi, za který do utkání nastupoval, ale část ročníku strávil na hostování v HC Slovan Ústí nad Labem. Následující ročník (2018/2019) sice stále patřil mladoboleslavskému klubu, nicméně v rámci hostování nastupoval za pražskou Slavii.

## Hráčská kariéra
- 2013/14 BK Mladá Boleslav 18', BK Mladá Boleslav 20'
- 2014/15 BK Mladá Boleslav 18', BK Mladá Boleslav 20
- 2015/16 Des Moines Buccaneers (USHL)
- 2016/17 Des Moines Buccaneers (USHL)
- 2017/18 BK Mladá Boleslav, HC Slovan Ústí nad Labem
- 2018/19 BK Mladá Boleslav, HC Slavia Praha
- 2019/20 BK Mladá Boleslav, HC Slovan Ústí nad Labem
- 2020/21 BK Mladá Boleslav, HC Slovan Ústí nad Labem
- 2021/22 BK Mladá Boleslav
- 2022/23 Mountfield HK, HC Dynamo Pardubice, HC Dynamo Pardubice B
- 2023/24 BK Mladá Boleslav
- 2024/25 BK Mladá Boleslav, HC Slavia Praha